# Jānis Pujats

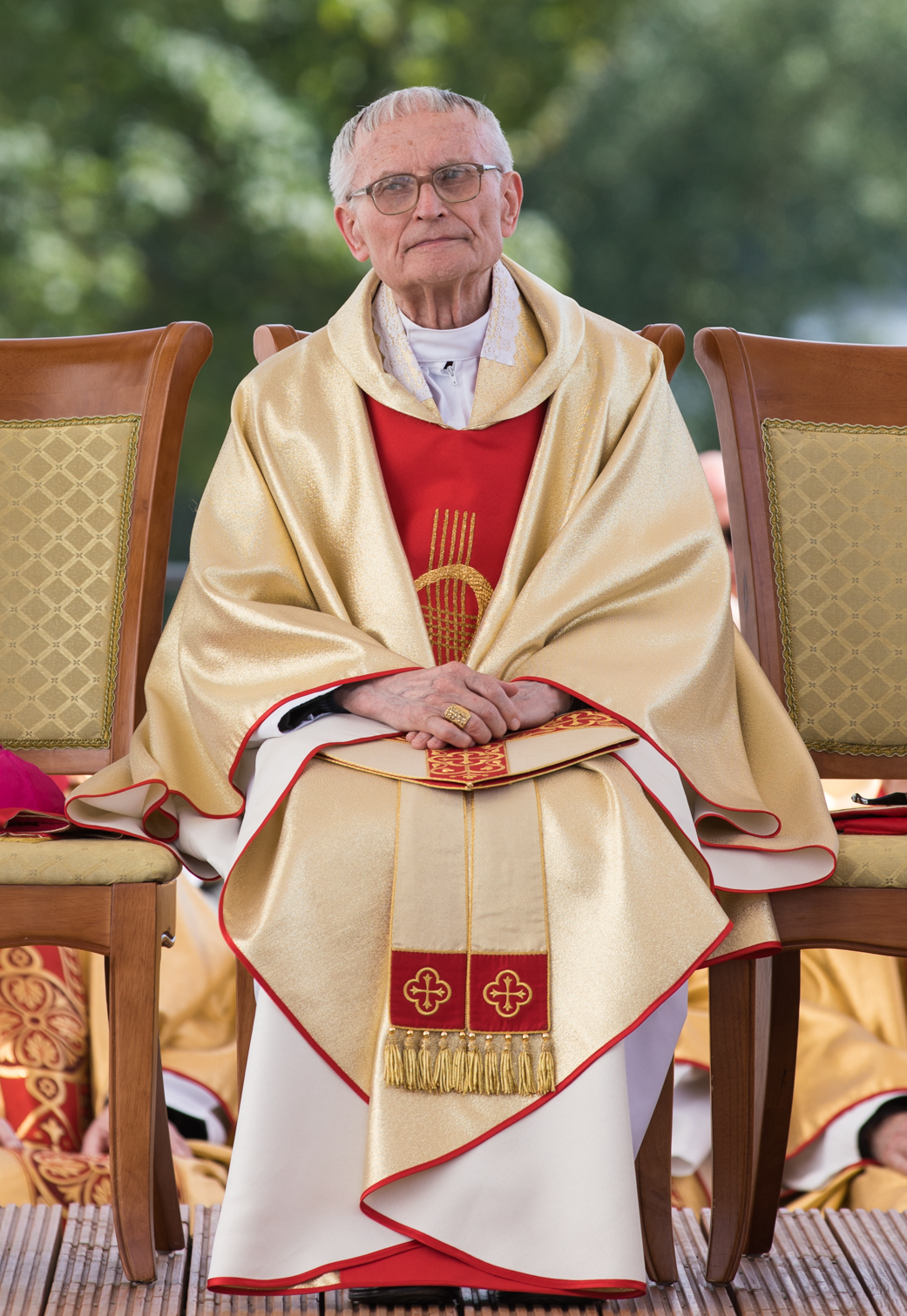
Jānis Pujats (2017)

Kardinalswappen

Jānis Kardinal Pujats (* 14. November 1930 im Weiler Liel-Pujati, Gemeinde Nautrēni, Landkreis Rēzekne, Lettland) ist ein lettischer Priester und emeritierter Erzbischof von Riga.

## Leben
Jānis Pujats wuchs auf einem Bauernhof am Pujats-See (lettisch: Pujatu ezers) in einer Familie mit acht Kindern auf; er hatte drei Brüder und vier Schwestern. Sein gleichnamiger Nachbar war Jānis Pujāts (1925–1988), später Professor an der Kunstakademie Lettlands in Riga. Er besuchte die Grundschule im Nachbardorf Sološnieki, dann das Gymnasium in Rēzekne.
Als 15-Jähriger las Pujats die Geschichte einer Seele von Therese von Lisieux und beschloss daraufhin, Priester zu werden. Dank seiner Begabung konnte er eine Schulklasse überspringen und als 17-Jähriger in das Priesterseminar in Riga eintreten. Nach den theologischen und philosophischen Studien empfing er am 29. März 1951, erst 20 Jahre alt, das Sakrament der Priesterweihe.
Pujats wirkte von 1951 bis 1958 als Seelsorger in seiner lettgallischen Heimat, zunächst als Vikar in Preiļi, dann als Pfarrverweser von Zosna und Baltais Dukstigals, zweier Gemeinden am Rāzna-See. Danach war er Kaplan in Bērze und von 1954 bis 1957 Propst in Rudzāti, wiederum in Lettgallen, und danach in Stirniene im Bezirk Varakļāni.
Erzbischof Antonijs Springovičs berief Pujats nach Riga. Ab 1958 unterrichtete er am dortigen Priesterseminar, das nach Stalins Tod wieder eröffnet werden durfte, Geschichte, Kunstgeschichte und Liturgiewissenschaft. Um sein kunstgeschichtliches Wissen zu ergänzen, studierte er bei seinem einstigen Nachbarn, dem Kunsthistoriker Jānis Pujats. Zudem war er Seelsorger in verschiedenen Pfarreien Rigas. Da zu den Rigenser katholischen Gemeinden auch Litauer und Polen gehörten, lernte er Litauisch und Polnisch. Religiöse Schriften durften in Lettland während der zweiten sowjetischen Besetzung nicht gedruckt werden. Doch sein Bruder Dominiks, der in einer Druckerei arbeitete, half ihm, illegal Gebetbücher zu vervielfältigen. Auch ein weiterer Bruder, Onurfijs, der Priester in Lettgallen war, vervielfältigte so einen Katechismus und ein Gebetbuch in Lettgallisch.
Nach dem Zweiten Vatikanischen Konzil hatte Pujats maßgeblichen Anteil an der Umsetzung der Liturgiereform in Lettland und an der Übersetzung der liturgischen Bücher ins Lettische, beginnend mit dem Missale Romanum.
1975 erhielt Pujats anlässlich des Heiligen Jahres vom staatlichen „Rat für religiöse Angelegenheiten“ die Erlaubnis, nach Rom zu reisen. Im Auftrag von Kardinal Vaivods unterrichtete er Papst Paul VI. über die kirchlichen Verhältnisse in Lettland. Von 1979 bis 1984 war er Generalvikar von Riga. Als der KGB herausfand, dass er illegal Gebetbücher gedruckt hatte, zwang Boriss Pugo, der Chef des KGB in Lettland, Pujats, sein Amt als Generalvikar niederzulegen. Fortan arbeitete er wieder als Gemeindeseelsorger. Am Ende der sowjetischen Besatzung war er federführend bei der Erarbeitung des ersten Gebetbuches, das nach einem halben Jahrhundert Druckverbot (seit 1940) erscheinen durfte, 1989 auf Lettisch und 1990 auf Lettgallisch. Am 8. Mai 1991 erhielt er die Ernennung zum Erzbischof von Riga. Die Bischofsweihe spendete ihm Erzbischof Francesco Colasuonno am 1. Juni desselben Jahres in der St.-Jakobs-Kathedrale in Riga.
Papst Johannes Paul II. erhob ihn in pectore 1998 zum Kardinal und nahm ihn im Rahmen des feierlichen Konsistoriums am 21. Februar 2001 als Kardinalpriester mit der Titelkirche Santa Silvia in das Kardinalskollegium auf. Am 15. Mai desselben Jahres ernannte der Papst ihn zum Mitglied der Kongregation für die Selig- und Heiligsprechungsprozesse. Pujats nahm am Konklave 2005 teil, in dem Papst Benedikt XVI. gewählt wurde.
Pujats war als Erzbischof von Riga auch Metropolit der restlichen drei lettischen Diözesen Liepāja, Rēzekne-Aglona und Jelgava. Am 19. Juni 2010 nahm Papst Benedikt XVI. sein aus Altersgründen vorgebrachtes Rücktrittsgesuch an.
Nach seiner Emeritierung wirkte er als Seelsorger an der Kirche Mater Dolorosa in der Altstadt von Riga.

## Wirken
Im Mai 2007 hat Pujats in einem Offenen Brief Homosexualität als „völlige Entgleisung im Feld der Sexualität“ und als „unnatürliche Form der Prostitution“ bezeichnet. In einem Interview im März 2009 stellte er fest, dass Homosexualität keine sexuelle Orientierung sei, sondern eine Perversion, ein erworbenes Laster, eine Sucht wie Drogenmissbrauch oder Alkoholismus, weswegen Homosexuelle sich nicht auf die Menschenrechte berufen könnten. „Wer zum Laster neigt, muss zur Disziplin gerufen und behandelt werden.“ Wenn man an gleichgeschlechtlichen Sex denke, könne man sich schlecht ein glückliches Leben vorstellen. Zur Forderung nach Anerkennung gleichgeschlechtlicher Partnerschaften meinte Pujats, „dass die Hölle zwar der Ort grenzenlosen Leidens ist, dass es aber dennoch nicht an Anwärtern fehlt, die unbedingt in die Hölle möchten“. Er ist der Ansicht, dass durch Abhängigkeiten von Untergebenen eine kleine Gruppe Homosexueller leicht ihr Ziel erreichen könnte, und verglich das mit dem System in der UdSSR. In seinem offenen Brief erklärte Pujats auch, die EU-Mitgliedschaft habe die Gesellschaft „sexualisiert“ und das würden Homosexuelle nun ausnützen. „Sie greifen uns mit ihren Perversionen an“, erklärte Pujats, der Homosexuelle als „sexuell verrückte Leute“ bezeichnete.
Im selben Jahr rief Pujats auf, gegen den in Riga geplanten CSD auf die Straße zu gehen. „Wenn 1.000 sexuell verrückte Leute auf dem Marktplatz ihren Pride abhalten, sollten mindestens 40.000 bis 50.000 Menschen dagegen marschieren.“ Der CSD konnte dann hinter Gittern und unter Polizeischutz stattfinden und die Teilnehmer wurden zum Schluss mit Bussen evakuiert. Im März 2009 sagte der Kardinal: „Natürlich verurteilt die Kirche die Anwendung von Gewalt, doch kann sie nicht dafür verantwortlich gemacht werden, was in den Straßen passiert, wenn die Parade-Teilnehmer auf Gegner stoßen. Die Aufrechterhaltung der Ordnung in den Straßen gehört zu den Zuständigkeiten der Polizei.“
Jānis Pujats gehört zu den Unterzeichnern eines mehrsprachigen Aufrufs von Carlo Maria Viganò vom 7. Mai 2020 mit dem lateinischen Titel “Veritas liberabit vos!” (Die Wahrheit wird euch befreien, nach Joh 8,32 ), das auf dem Internetportal katholisch.de der Deutschen Bischofskonferenz als „Konglomerat an Verschwörungsmythen und Pseudowissenschaft“ bezeichnet wird. Darin wird beklagt, dass unter dem Vorwand der COVID-19-Pandemie Rechte und Grundfreiheiten vieler Bürger „unverhältnismäßig und ungerechtfertigt eingeschränkt“ würden; die öffentliche Gesundheit dürfe kein Alibi werden, „um die Zivilbehörden von ihrer Pflicht zu befreien, klug für das Gemeinwohl zu handeln“. In dem Text ist von wachsendem Zweifel an der tatsächlichen Ansteckungsgefahr des Coronavirus die Rede und die Berichterstattung über die Pandemie wird als „Alarmismus“ bezeichnet. Die ergriffenen Eindämmungsmaßnahmen begünstigten die Einmischung „fremder Mächte“ mit schwerwiegenden sozialen und politischen Folgen, so der von katholischen Geistlichen, Journalisten, Medizinern und Anwälten mit unterzeichnete Text. Es gebe Kräfte, „die daran interessiert sind, in der Bevölkerung Panik zu erzeugen“ und eine „Isolation der Individuen“ zu fördern, „um sie besser manipulieren und kontrollieren zu können“. Dies sei „der beunruhigende Auftakt zur Schaffung einer Weltregierung, die sich jeder Kontrolle entzieht“. Der Text wurde von verschiedenen Medien und Kirchenvertretern als absurd und die geäußerten Thesen als Verschwörungstheorien bezeichnet; das Schreiben spare zudem „nicht an raunendem Alarmismus […] und strukturellem Antisemitismus“, wenn es „die freien Völker unter der Knute von ominösen und ungenannten wirtschaftlichen und politischen Interessen“ sehe.

## Ehrungen
- 1998: Großoffizier des Drei-Sterne-Ordens
- 2004: Großoffizier des Verdienstordens der Italienischen Republik
- 2005: Komtur mit Stern des Verdienstordens der Republik Polen

## Schriften
- Garīdznieka autobiogrāfija, 1930–2020. g. Riga 2020 (autobiographische Aufzeichnungen, lettisch).